# Mirville
Ne doit pas être confondu avec Murville.
Mirville est une commune française située dans le département de la Seine-Maritime en région Normandie.

## Géographie
| Bréauté               |                           | Vattetot-sous-Beaumont |
|                       | Mirville                  |                        |
| Beuzeville-la-Grenier | Saint-Jean-de-la-Neuville | Nointot                |

### Localisation
L'agglomération est entourée des communes de Beuzeville-la-Grenier, Bernières et Nointot. Elle est située à 2 km au sud-ouest de Vattetot-sous-Beaumont.

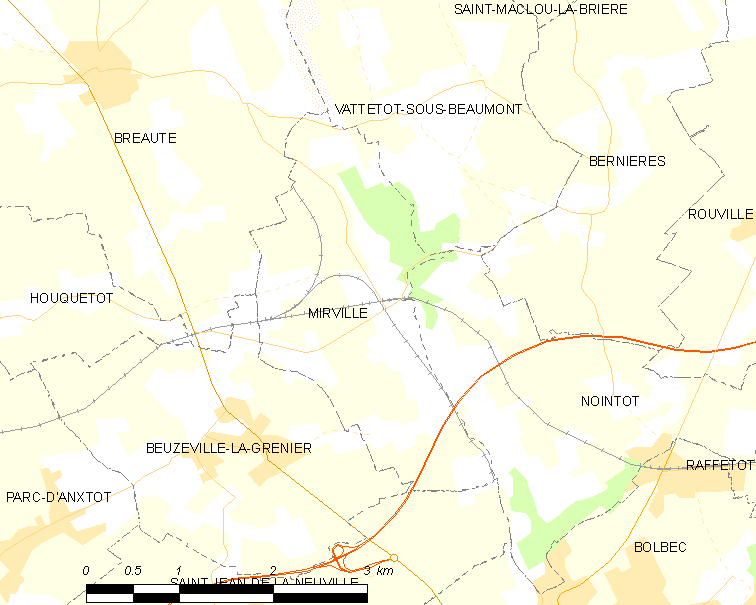
Carte de la commune.
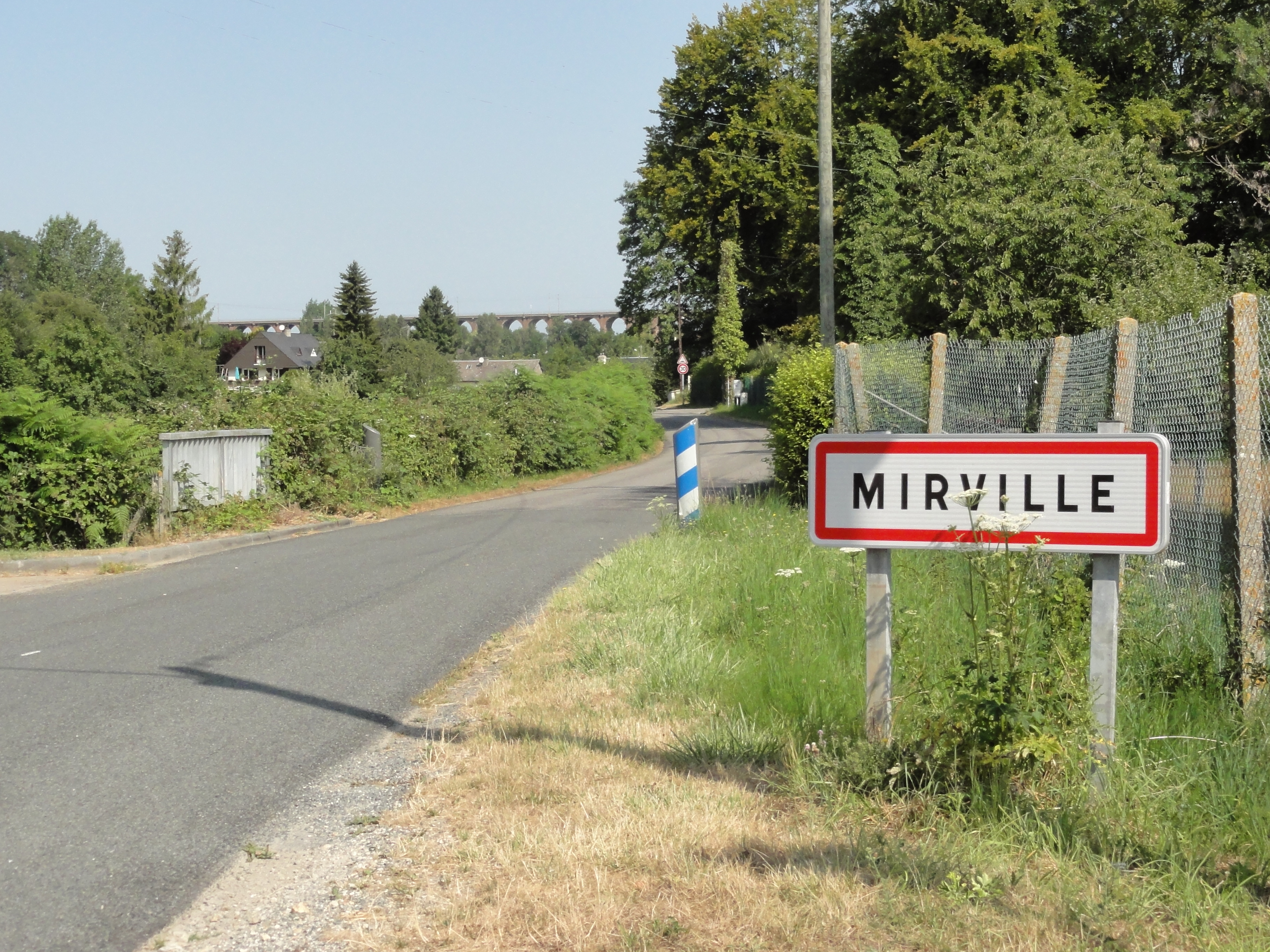
Entrée de Mirville.

### Géologie et relief
Mirville s'étend sur 5,4 km2 à une altitude située de 74 m à 147 m.

### Voies de communication et transports
Tandis que le viaduc ferroviaire de Mirville traverse la commune, la gare la plus proche se trouve à Bréauté à 1,93 km.

### Hydrographie
La commune est située dans le bassin Seine-Normandie. Elle n'est drainée par aucun cours d'eau,.

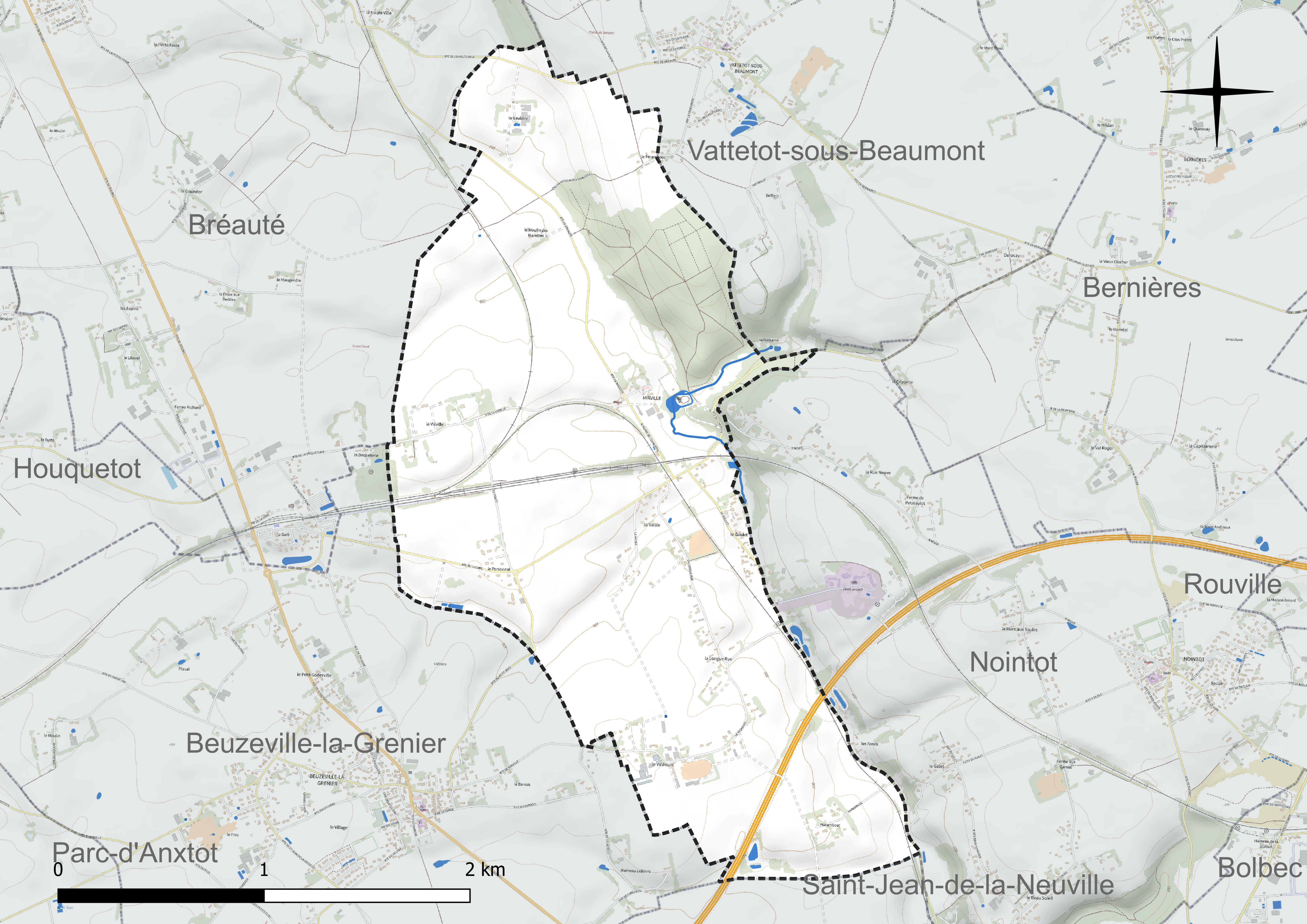
Réseau hydrographique de Mirville.

### Climat
Pour des articles plus généraux, voir Climat de la Normandie et Climat de la Seine-Maritime.
En 2010, le climat de la commune est de type climat océanique franc, selon une étude du CNRS s'appuyant sur une série de données couvrant la période 1971-2000. En 2020, Météo-France publie une typologie des climats de la France métropolitaine dans laquelle la commune est exposée à un climat océanique et est dans la région climatique Côtes de la Manche orientale, caractérisée par un faible ensoleillement (1 550 h/an) ; forte humidité de l’air (plus de 20 h/jour avec humidité relative > 80 % en hiver), vents forts fréquents. Parallèlement le GIEC normand, un groupe régional d’experts sur le climat, différencie quant à lui, dans une étude de 2020, trois grands types de climats pour la région Normandie, nuancés à une échelle plus fine par les facteurs géographiques locaux. La commune est, selon ce zonage, exposée à un « climat maritime », correspondant au Pays de Caux, frais, humide et pluvieux, légèrement plus frais que dans le Cotentin.
Pour la période 1971-2000, la température annuelle moyenne est de 10,5 °C, avec une amplitude thermique annuelle de 13,9 °C. Le cumul annuel moyen de précipitations est de 925 mm, avec 13,4 jours de précipitations en janvier et 8,7 jours en juillet. Pour la période 1991-2020, la température moyenne annuelle observée sur la station météorologique la plus proche, située sur la commune de Petiville à 20 km à vol d'oiseau, est de 12,0 °C et le cumul annuel moyen de précipitations est de 844,9 mm,. Pour l'avenir, les paramètres climatiques de la commune estimés pour 2050 selon différents scénarios d’émission de gaz à effet de serre sont consultables sur un site dédié publié par Météo-France en novembre 2022.

## Urbanisme

### Typologie
Au 1er janvier 2024, Mirville est catégorisée commune rurale à habitat dispersé, selon la nouvelle grille communale de densité à sept niveaux définie par l'Insee en 2022.
Elle est située hors unité urbaine. Par ailleurs la commune fait partie de l'aire d'attraction du Havre, dont elle est une commune de la couronne,. Cette aire, qui regroupe 116 communes, est catégorisée dans les aires de 200 000 à moins de 700 000 habitants,.

### Occupation des sols
L'occupation des sols de la commune, telle qu'elle ressort de la base de données européenne d’occupation biophysique des sols Corine Land Cover (CLC), est marquée par l'importance des territoires agricoles (90,1 % en 2018), une proportion identique à celle de 1990 (90,1 %). La répartition détaillée en 2018 est la suivante : 
terres arables (48,8 %), prairies (37,7 %), forêts (9,9 %), zones agricoles hétérogènes (3,6 %). L'évolution de l’occupation des sols de la commune et de ses infrastructures peut être observée sur les différentes représentations cartographiques du territoire : la carte de Cassini (XVIIIe siècle), la carte d'état-major (1820-1866) et les cartes ou photos aériennes de l'IGN pour la période actuelle (1950 à aujourd'hui).

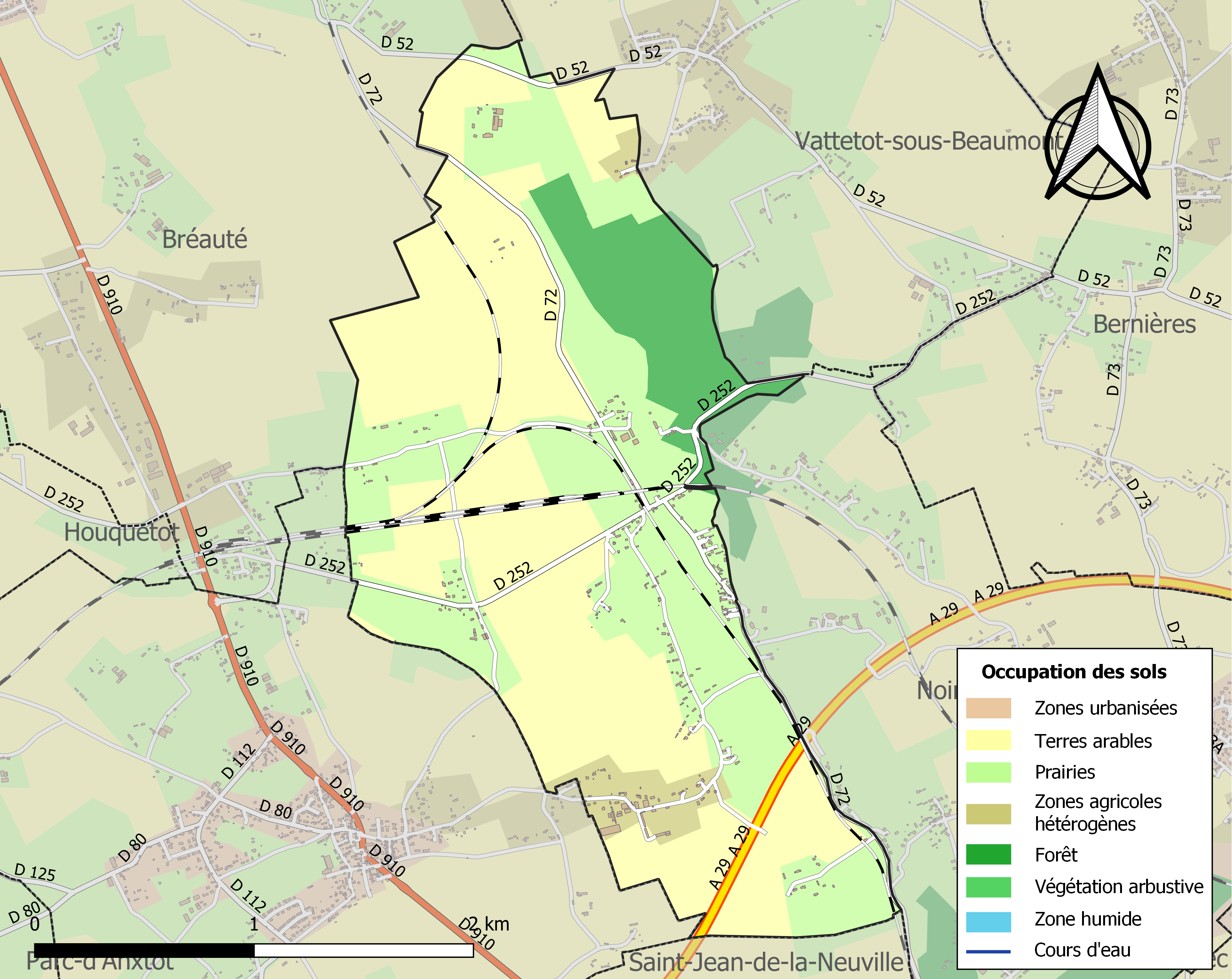
Carte des infrastructures et de l'occupation des sols de la commune en 2018 (CLC).

## Toponymie
Anciennement Milleville au XIIe siècle, le fief figure sous cette appellation sur de nombreuses cartes anciennes comme les cartes de Cassini en 1757, et dans de nombreuses publications, dans une publication britannique, on peut lire :“ In 1166 Hugh de Milleville held half a knight’s fee of the new feoffment of the English honor of Giffard. Mirville is c.5 kil N of Bolbec, and occurs as Millevilla in charters of Henry II. In 1140 Adam de Millevilla witnessed a charter of Wakelin du Bec giving land in Normandy to the Gilfard foundation of Longueville priority”.

## Histoire
Foulques de Milleville donna en 1079 l'église de Milleville ou Mireville à l'abbaye de Jumièges. Jean de Milleville est cité avec Pierre de Meulent, échanson de Saint Louis, dans une charte de l'an 1260.
Le fief de Milleville en Normandie à cinq kilomètres au nord-ouest de Bolbec est cité dans différents ouvrages, et existe depuis au moins 1140...
Cette terre à côté de Bolbec est également mentionnée par l’abbé P. Langlois dans un ouvrage où on peut lire : « Une fois monté sur le trône d’Angleterre, Henri II ne mit plus de bornes à ses largesses. De son manoir de Quevilly, dont il fermit le parc en 1661[Quoi ?], il envoya au Mont-aux-Malades une charte qui assurait aux lépreux 70 livres, 6 sous, 8 deniers roumésiens de rente sur la Vicomté de Rouen … enfin une terre au pays de Caux, comprise entre Nointot le chemin de Bolbec à Milleville,... ». Une terre également encore citée  «… auprès du chemin de Milleville à Bolbec».
Enfin on trouve: « Milleville, en Normandie, diocèse Parlement et Intendance de Rouen, élection de Caudebec, sergenterie de Bolbec. On y compte 3 feux privilégiés et 55 feux taillables. Cette paroisse est au N.O de Caudebec, en pays de grains, de fruits, et de pâturages».
Le fief de Milleville comporte en particulier un moulin qui est également représenté sur les cartes : «Moulin à blé et à foulon dit le Grand Moulin. Un moulin à blé, dépendant du fief de Milleville est attesté du XIIe au XVIIIe siècle. Il a été reconstruit après l'incendie de 1765. Il fait l'objet d'un règlement d'eau en l'an XI, exploité alors par le meunier Maintru.».
La famille de Milleville s'est ensuite installée à Boissay (Londinières) entre Dieppe et Neufchâtel-en-Bray où l'on retrouve sa trace de 1450 à 1900. Certains membres de cette famille se sont ensuite installés à différents endroits dans le département de l'Eure, comme à Perriers-sur-Andelle, Lieurey ou Rouen.

## Politique et administration

### Intercommunalité
Mirville fait partie de la communauté d'agglomération dénommée Caux Seine Agglo, de l'arrondissement du Havre et du canton de Bolbec.

### Liste des maires
| Période                                  | Période                    | Identité        | Étiquette | Qualité     |
| ---------------------------------------- | -------------------------- | --------------- | --------- | ----------- |
| Les données manquantes sont à compléter. |                            |                 |           |             |
| 1995                                     | mai 2020                   | Michel Le Ber   |           | Agriculteur |
| mai 2020                                 | En cours (au 10 août 2020) | Annick Sevestre |           |             |

## Population et société

### Démographie

#### Évolution démographique
L'évolution du nombre d'habitants est connue à travers les recensements de la population effectués dans la commune depuis 1793. Pour les communes de moins de 10 000 habitants, une enquête de recensement portant sur toute la population est réalisée tous les cinq ans, les populations de référence des années intermédiaires étant quant à elles estimées par interpolation ou extrapolation. Pour la commune, le premier recensement exhaustif entrant dans le cadre du nouveau dispositif a été réalisé en 2004.

En 2022, la commune comptait 354 habitants, en évolution de +6,63 % par rapport à 2016 (Seine-Maritime : +0,35 %, France hors Mayotte : +2,11 %).
| 1793 | 1800 | 1806 | 1821 | 1831 | 1836 | 1841 | 1846 | 1851 |
| ---- | ---- | ---- | ---- | ---- | ---- | ---- | ---- | ---- |
| 402  | 506  | 413  | 391  | 421  | 372  | 342  | 431  | 427  |

| 1856 | 1861 | 1866 | 1872 | 1876 | 1881 | 1886 | 1891 | 1896 |
| ---- | ---- | ---- | ---- | ---- | ---- | ---- | ---- | ---- |
| 438  | 426  | 405  | 396  | 407  | 388  | 355  | 362  | 350  |

| 1901 | 1906 | 1911 | 1921 | 1926 | 1931 | 1936 | 1946 | 1954 |
| ---- | ---- | ---- | ---- | ---- | ---- | ---- | ---- | ---- |
| 340  | 329  | 318  | 285  | 288  | 307  | 266  | 253  | 264  |

| 1962 | 1968 | 1975 | 1982 | 1990 | 1999 | 2004 | 2006 | 2009 |
| ---- | ---- | ---- | ---- | ---- | ---- | ---- | ---- | ---- |
| 247  | 211  | 203  | 232  | 287  | 318  | 304  | 294  | 329  |

| 2014 | 2019 | 2022 | - | - | - | - | - | - |
| ---- | ---- | ---- | - | - | - | - | - | - |
| 330  | 342  | 354  | - | - | - | - | - | - |

#### Pyramide des âges
En 2018, le taux de personnes d'un âge inférieur à 30 ans s'élève à 32,2 %, soit en dessous de la moyenne départementale (36,5 %). À l'inverse, le taux de personnes d'âge supérieur à 60 ans est de 27,8 % la même année, alors qu'il est de 26,0 % au niveau départemental.
En 2018, la commune comptait 172 hommes pour 167 femmes, soit un taux de 50,74 % d'hommes, largement supérieur au taux départemental (48,10 %).
Les pyramides des âges de la commune et du département s'établissent comme suit.
| Hommes | Classe d’âge | Femmes |
| ------ | ------------ | ------ |
| 0,0    | 90 ou +      | 1,8    |
| 5,7    | 75-89 ans    | 6,0    |
| 22,4   | 60-74 ans    | 19,6   |
| 20,1   | 45-59 ans    | 22,0   |
| 18,4   | 30-44 ans    | 19,6   |
| 15,5   | 15-29 ans    | 9,5    |
| 17,8   | 0-14 ans     | 21,4   |

| Hommes | Classe d’âge | Femmes |
| ------ | ------------ | ------ |
| 0,7    | 90 ou +      | 1,8    |
| 6,7    | 75-89 ans    | 9,6    |
| 16,7   | 60-74 ans    | 18     |
| 19,4   | 45-59 ans    | 19     |
| 18,5   | 30-44 ans    | 17,5   |
| 19,2   | 15-29 ans    | 17,4   |
| 18,9   | 0-14 ans     | 16,7   |

## Culture locale et patrimoine

### Lieux et monuments
- Église Saint-Quentin de Mirville.
- Château de Mirville (XVIe – XIXe siècle) où Pierre de Coubertin passa son enfance[27].
- Motte tronconique du XIe siècle. Le tertre qui subsiste mesure 5 mètres de hauteur et 25 mètres de diamètre. Lors des fouilles entreprises sur le site, on a découvert sous les terres rapportées qui constituent la motte, une couche noirâtre épaisse de 5 à 10 centimètres ainsi que des traces de poteaux sur une surface rectangulaire suggérant l'existence d'un bâtiment de bois primitif qui aurait pu être la résidence des premiers sires de Mirville[28].
- Viaduc de Mirville en brique rouge de 1844[29],[30].

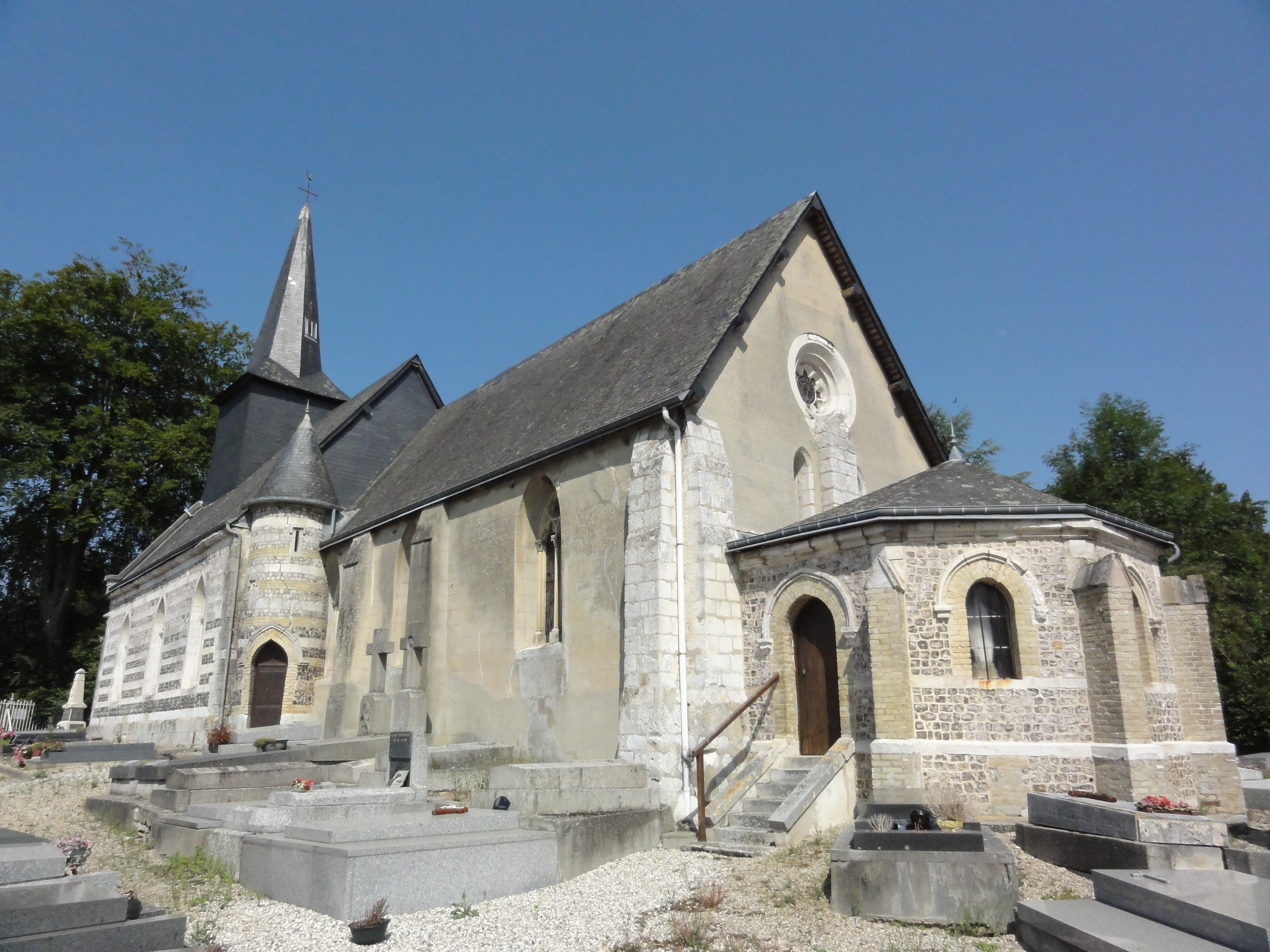
Église Saint-Quentin.
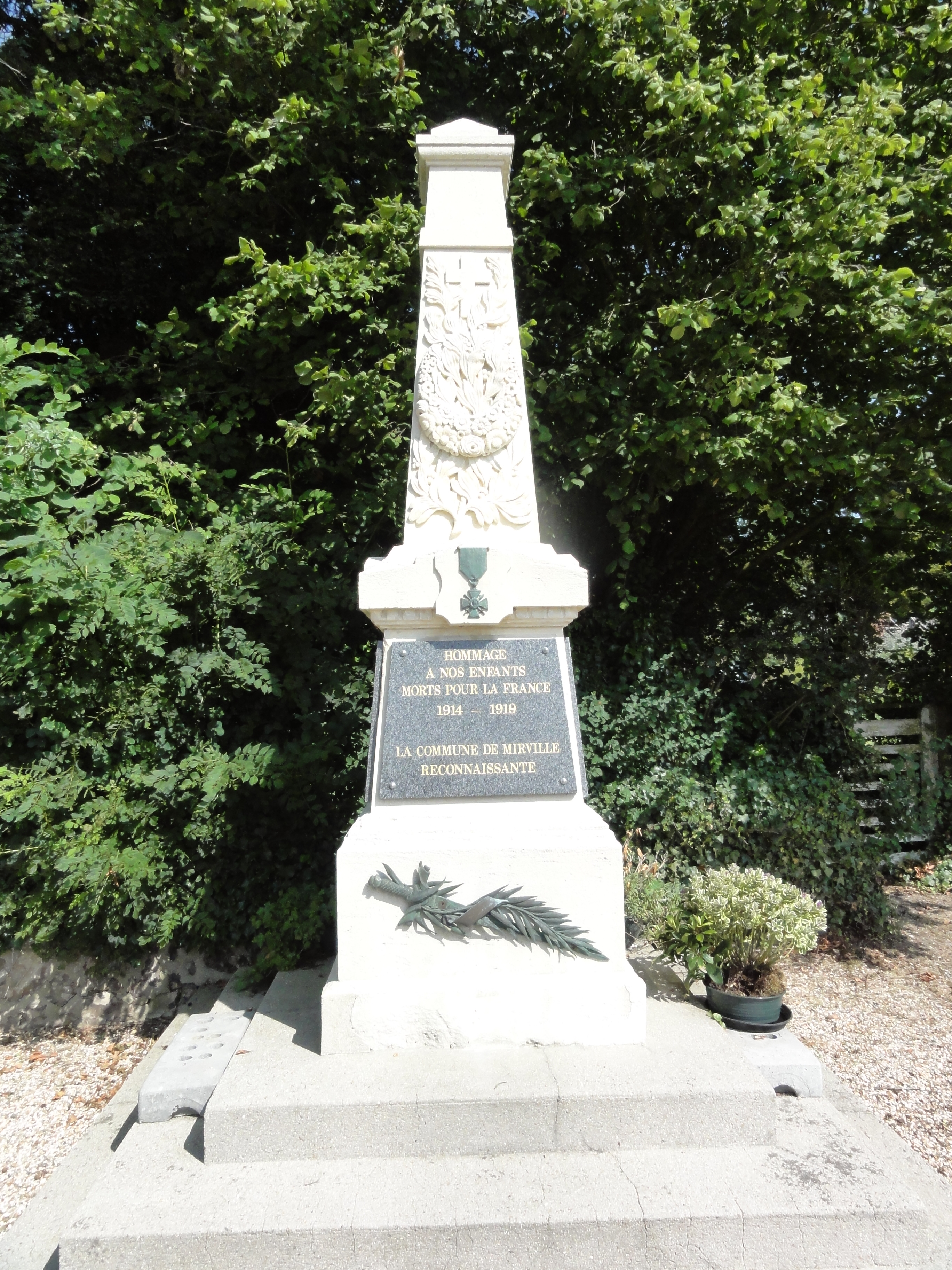
Monument aux morts.
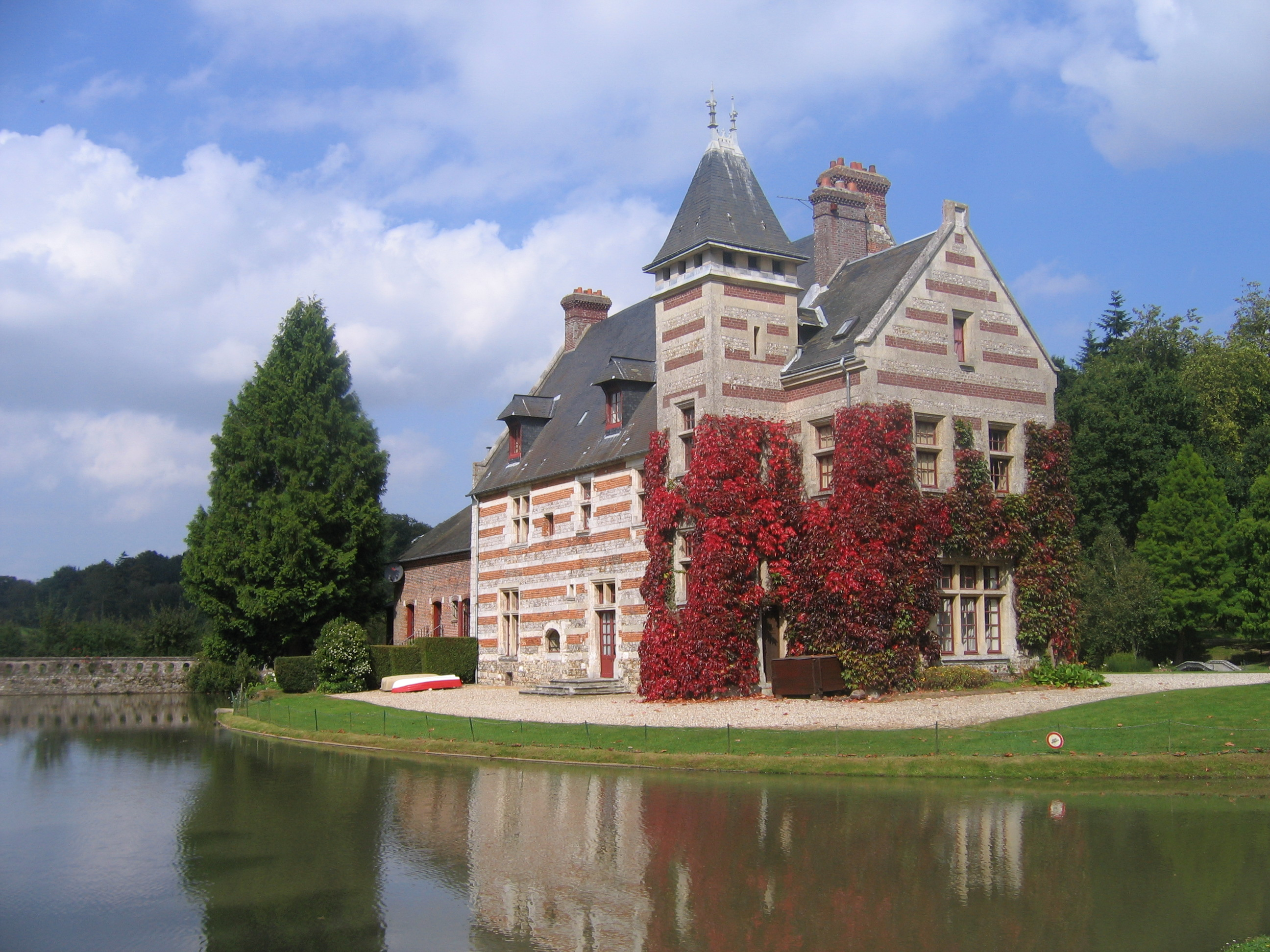
Le château de Mirville.
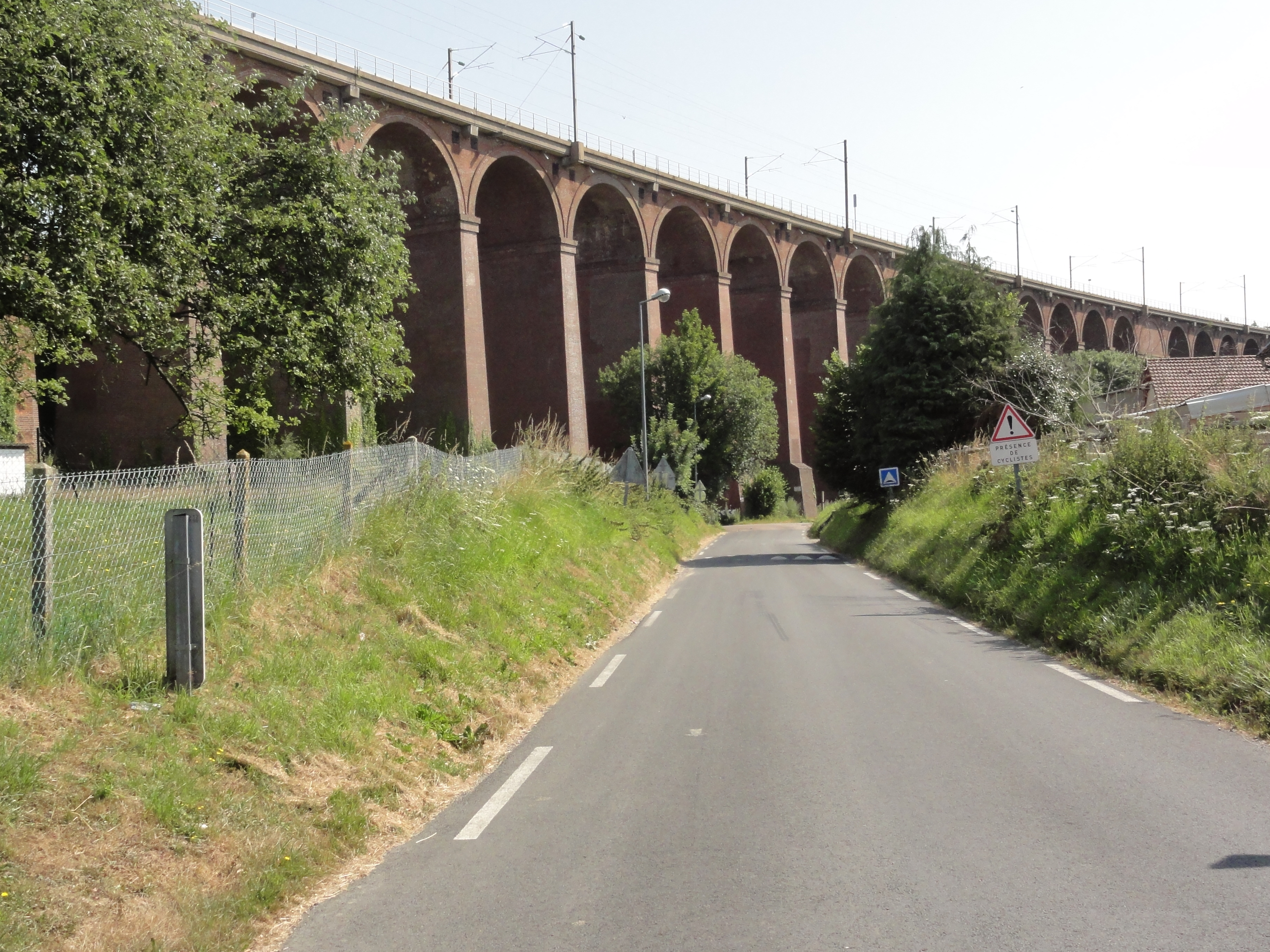
Viaduc de Mirville.

### Patrimoine naturel
La commune est proche du parc naturel régional des boucles de la Seine normande.

### Héraldique
| Armes de Mirville | Les armes de la commune de Mirville se blasonnent ainsi : Tranché : au 1er d'or au viaduc de gueules, maçonné de sable, mouvant de senestre et de la partition, au 2e d'azur à trois coquilles d'argent rangées en bande ; au chef de gueules chargé d'un léopard d'or. Création Isabelle Fouache et Denis Joulain. Adopté le 15 décembre 2011. Les deux léopards d'or sur champ de gueules rappellent les armes de la Normandie. |

### Personnalités liées à la commune
- Pierre de Coubertin (1863-1937), résident au château de Mirville.
- Jules, marquis de Mirville (1802-1873), un des propriétaires historiques du château de Filières.
- Geoffroy Maurice Albert de Navacelle de Coubertin (1918-2015), chevalier de la Légion d'honneur, officier de l'ordre national du Mérite, croix de guerre 1939-1945, récipiendaire de l'ordre olympique, est inhumé au cimetière[31].